# Claude Thiénon
Claude Thiénon, né le 27 décembre 1772 à Paris où il meurt le 12 mars 1846, est un peintre et lithographe français.

## Biographie
Anne Claude Thiénon est le fils d'Henry Thiénon et de Marie Marguerite Mour.
Il étudie auprès de Louis-Gabriel Moreau et un certain De Monterare.
Il expose au Salon de 1798 à 1833,.
En 1809, il épouse Marie Adrienne Félicité Berger. Leur fils Louis-Désiré Thiénon deviendra peintre également.

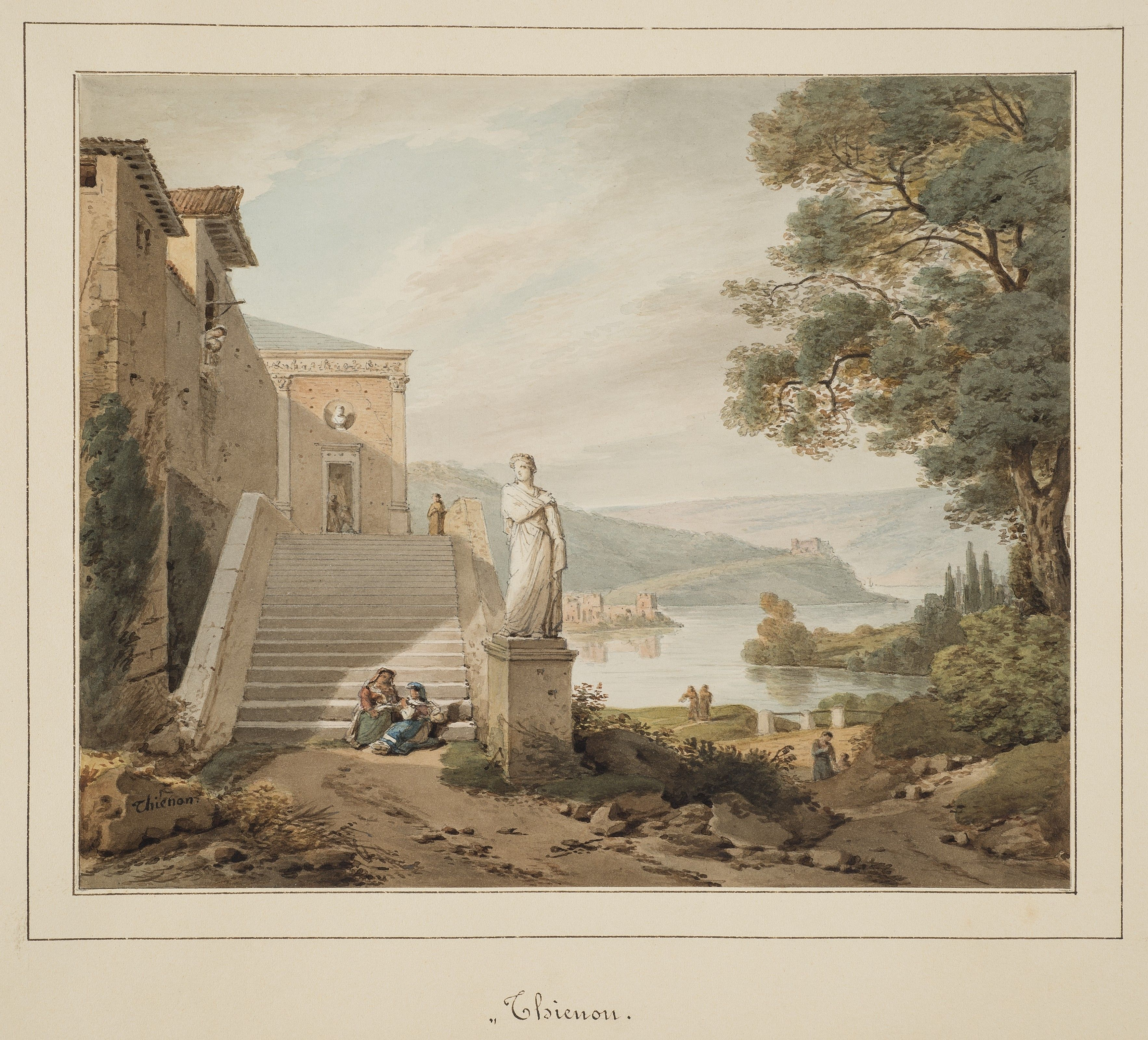
Villa italienne près d'un lac, aquarelle (1825).

Peintre de paysages de campagne, urbains et de scènes de genre, Claude Thiénon a principalement peint à l'huile ou à l'aquarelle des scènes de la région romaine et de la province française.
Il est également dessinateur, lithographe et aquafortiste.
Claude Thiénon meurt à l'âge de 73 ans à son domicile de la rue Lallier. Il est inhumé au cimetière du Montparnasse.